# Nicolae Manolescu (primar)
N. Manolescu (n. secolul al XIX-lea – d. 1 august 1886, Bălțătești, Neamț, România) a fost primar al Bucureștiului în perioada iunie 1886 - iulie 1886.
A decedat la băile Bălțătești și a fost înmormântat la cimitirul Șerban-Vodă din București.